# Michel Lysight
Michel Lysight est un compositeur belgo-canadien, né à Bruxelles le 14 octobre 1958.

## Biographie
Après deux années d’études en histoire de l’art, Michel Lysight entre au Conservatoire royal de Bruxelles où il obtient les premiers prix d'histoire de la musique, de méthodologie du solfège, de psycho-pédagogie, d'harmonie, de contrepoint, de fugue et de basson. Il est également titulaire des diplômes supérieurs de solfège et de musique de chambre. Il a travaillé la direction d'orchestre avec René Defossez et Robert Janssens dans la classe duquel il obtient son premier prix avec distinction en 1997 et le diplôme supérieur en 2002.
Son premier prix de composition lui est décerné en 1989 au Conservatoire royal de Mons dans la classe de Paul-Baudouin Michel. Quatrain pour quatuor à vent a obtenu le Prix Irène Fuerison 1990 de Académie royale des beaux-arts de Bruxelles. La Médaille d'argent avec mention de l'Académie Internationale de Lutèce (Paris) lui a été décernée en 1992 à l'occasion de son concours international de composition. L’Union des Compositeurs Belges lui a décerné le Trophée Fuga 1997 pour son action en faveur du répertoire national.
La découverte de musiciens tels que Steve Reich, John Adams, Arvo Pärt ou Henryk Górecki sera essentielle pour l'évolution de son langage personnel et en fera une des figures de proue du courant de la Nouvelle musique consonante en Belgique. Michel Lysight est membre de la SABAM, de l'Union des Compositeurs Belges et du Centre Belge de Documentation Musicale (CeBeDeM). À son catalogue figure une centaine d'œuvres dont beaucoup sont enregistrées sur disques. La plupart de ses œuvres sont reprises au catalogue de Alain Van Kerckhoven Éditeur.
Michel Lysight est professeur au Conservatoire royal de Bruxelles et aux Académies de Schaerbeek et de Bruxelles. Il donne régulièrement des conférences sur la musique contemporaine, préside le jury du Kaufmann European Music Competition et a été professeur invité à la Bilkent University d'Ankara en Turquie.